# Dietmanns
Dietmanns est une commune autrichienne du district de Waidhofen an der Thaya en Basse-Autriche.